# دراما تلفزيونية تركية
دراما تلفزيونية تركية (بالتركية: Türk dizileri)‏ هي المسلسلات الدرامية والتلفزيونية التي تُبث في تركيا، والدراما التلفزيونية التركية لديها شعبية كبيرة في تركيا والشرق الأوسط وشمال أفريقيا والبلقان، ولديها شعبية كبيرة في الدول العربية حيث تقوم القنوات العربية بشراء حقوق نشرها ثم دبلجتها باللهجة السورية غالبًا. من أشهر المسلسلات التركية التي عُرضت في القنوات العربية هي نور وسنوات الضياع ووادي الذئاب وحريم السلطان وفاطمة والعشق الأسود وسامحيني ومسلسلات أخرى. من أشهر نجوم الدراما التركية هم توبا بويوكستون وبيرين سات وكيفانش تاتليتوغ وبولنت إينال وأنجين أكيوريك وأركان بتك قايا ونجاتي شاشماز وممثلين آخرين. عادةً ما تكون الحلقات التي تُعرض في تركيا تمتد لحوالي ساعتين، حيث يتم عرض حلقة واحدة كل أسبوع، بينما تُعرض الحلقات في القنوات العربية بشكل أسبوعي وتمتد الحلقة لحوالي 40 دقيقة وتحكي أغلبها عن قصص الحب والرومانسية.